# Rover serie 200 / 25 (1995)
La Rover serie 200 è un'autovettura prodotta dal 1995 al 1999 dal Gruppo Rover, e dal 1999 al 2005 con il nome di Rover 25 dal Gruppo MG Rover.

## Lancio: la serie 200
La nuova serie 200 (sigla interna R3) nacque nel 1995, non come erede della precedente 200 (sostituita dalla nuova generazione di 400, derivata dalla Honda Civic fastback), ma come modello intermedio tra questa e la 100 (ex Austin Metro).
Utilizzando il pianale della precedente 200 R8, la nuova serie aveva una carrozzeria a 2 volumi (a 3 o 5 porte) con portellone.
Ai motori, ripresi dalla gamma precedente, si aggiungeva un 4 cilindri di 1119 cm³ da 60 CV. La gamma iniziale comprendeva:
- 211i  (1119 cm³, 60 CV);
- 214i  (1396 cm³, 75 CV);
- 214Si 16v (1396 cm³, 103 CV);
- 216Si 16v (1590 cm³, 111 CV).

Tutte erano disponibili sia in versione 3 porte che 5 porte.
Alla gamma si aggiunse, nel 1997 la 200 Vi (solo 3 porte), equipaggiata con un 4 cilindri Serie K 16 valvole a fasatura variabile di 1796 cm³ da 155 CV. La 200 Vi aveva assetto sportivo, cerchi in lega e sedili sportivi.
Nel 1998 la gamma venne completata dalla 220 SDi, mossa da un 4 cilindri 2 litri turbodiesel a iniezione diretta di gasolio da 101 CV (di produzione Rover) e disponibile solo in configurazione a 5 porte.

## La Rover 25

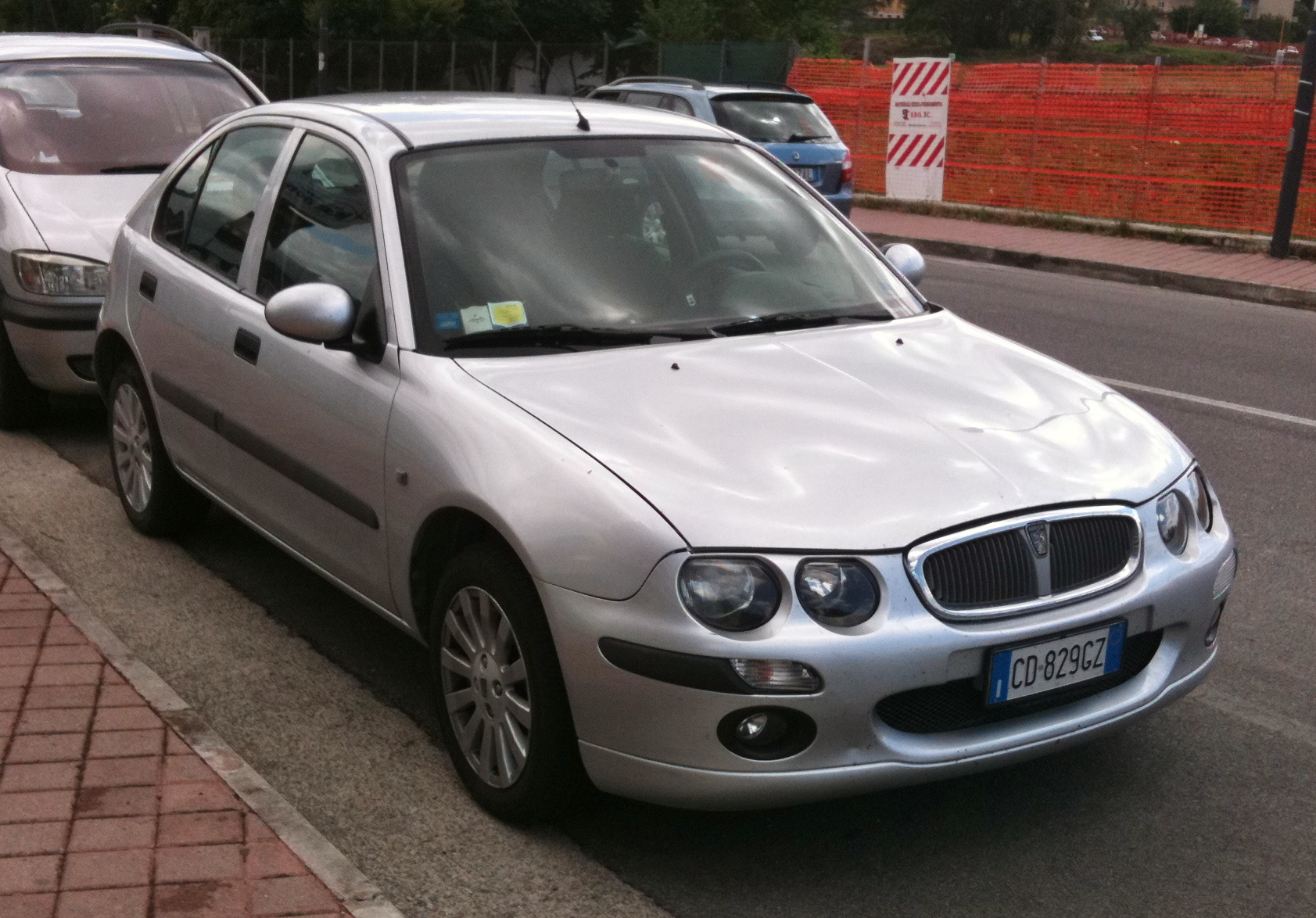
La Rover 25, restyling della Serie 200

Nel 1999 fu sottoposta ad un restyling, e cambiò nome in Rover 25.
Le modifiche riguardavano il frontale (nuovi doppi fari circolari, nuova mascherina, diverse prese d'aria) che la facevano maggiormente somigliare alla versione superiore della gamma Rover 75, i paraurti (rivisti), gli specchietti (di nuovo disegno) e gli interni (sedili e pannelli porta).
Dal punto di vista tecnico tutti i motori vennero adeguati alla normativa Euro 3. Il 1100 cm³ vide la propria potenza crescere a 75 CV, mentre non vennero riproposte le versioni 1400 cm³ a 8 valvole e 1800 cm³ a fasatura variabile. La 1400 cm³ 16v poteva avere potenze di 86 o 103 CV, la 2000 cm³ diesel con turbocompressore e iniezione diretta 82 o 101 CV.
Restarono praticamente invariati gli ingombri con solo un leggero aumento della lunghezza (portata a 3.990 mm) e restò invariata l'architettura con motore e trazione anteriori.

### Versioni e motori
Gli allestimenti disponibili erano Classic e Club e la gamma comprendeva:
- 25 3/5p 1.1i 8v 75 CV Classic
- 25 3/5p 1.1i 16v 75 CV Club
- 25 3/5p 1.4i 16v 86 CV Classic
- 25 3/5p 1.4i 16v 86 CV Club
- 25 3/5p 1.4i 16v 103 CV Classic
- 25 3/5p 1.4i 16v 103 CV Club
- 25 3/5p 1.6i 16v 111 CV Club
- 25 3/5p 2.0 82 CV TD Classic
- 25 3/5p 2.0 82 CV TD Club
- 25 3/5p 2.0 101 CV TD Classic
- 25 3/5p 2.0 101 CV TD Club

## La MG ZR e la Streetwise

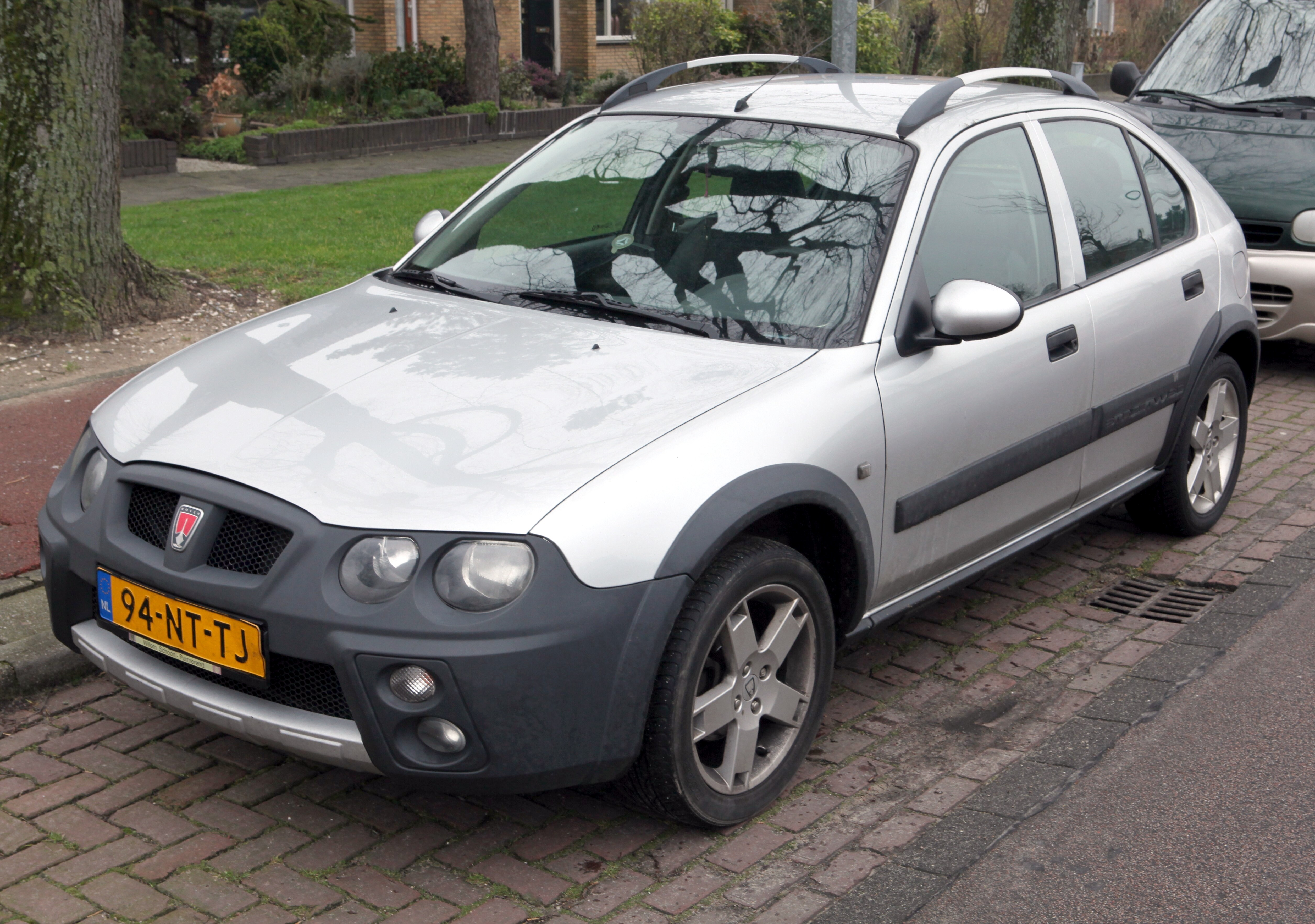
La Rover Streetwise, versione mini-SUV

Nel 2002 la versione Rover venne affiancata dalla variante con marchio MG e denominazione ZR. Oltre ad una caratterizzazione più sportiva (cerchi in lega, spoiler, appendici paraurti, minigonne, sedili sportivi, assetto ribassato e freni potenziati) le MG ZR avevano motori potenziati. Accanto al 1.400 cm³ 16V da 103 CV, unico a rimanere invariato, c'erano il 2 litri turbodiesel portato a 112 CV e soprattutto il 1.800 cm³ 16V a fasatura variabile con 160 CV con quattro freni a disco e ripartitore di frenata.

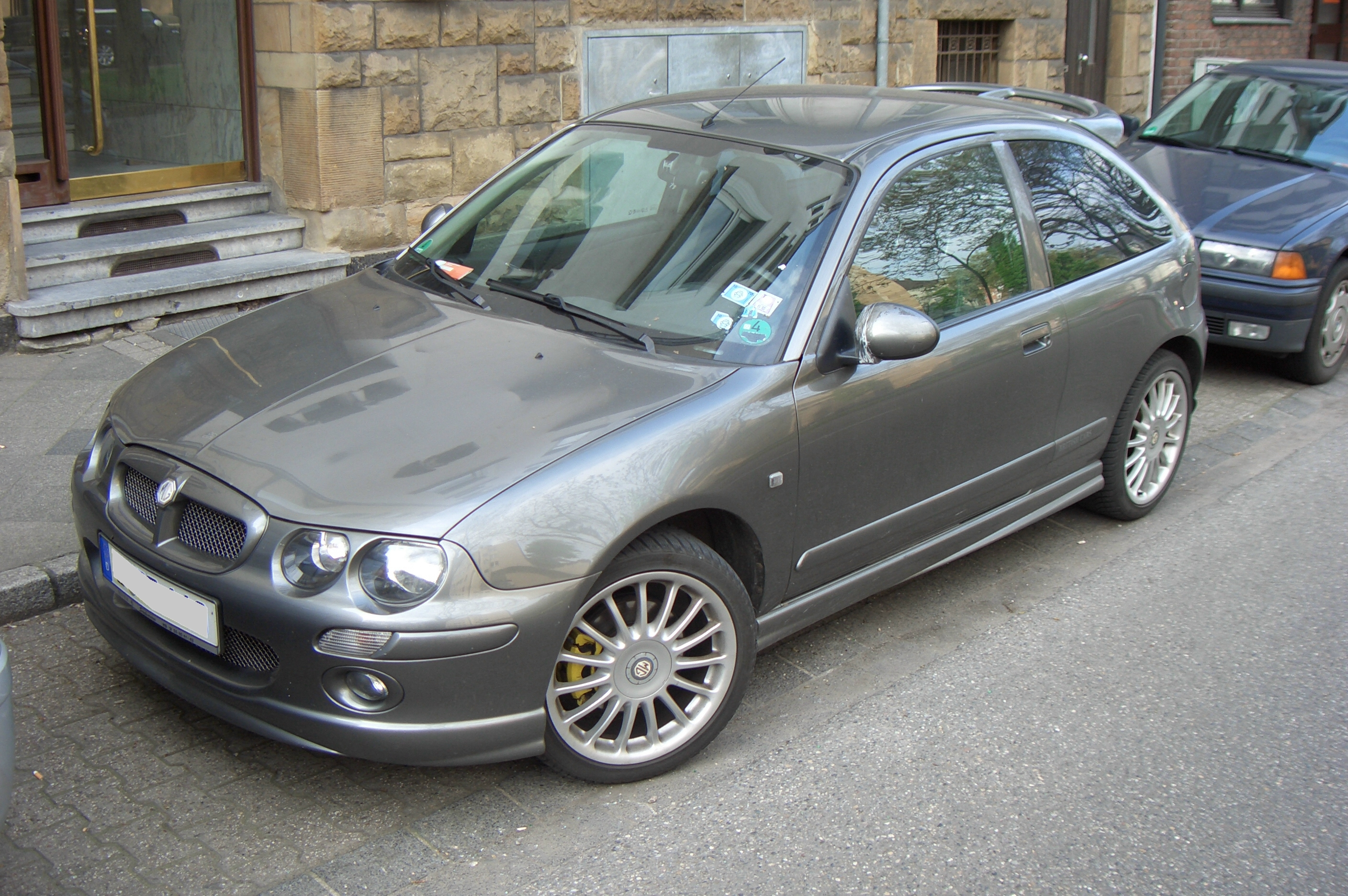
La MG ZR

Nel 2003 è stata presentata la Streetwise che, sulla stessa base meccanica della 25, presentava un assetto più rialzato in stile simil-SUV; era disponibile solo in versione a 2 ruote motrici con la trazione anteriore. Altre differenze estetiche rispetto alla berlina erano i paraurti, sia anteriori che posteriori, maggiormente evidenziati e la presenza di barre portatutto sul tetto. Fu questa la versione che, anche dopo il termine della produzione da parte del gruppo MG Rover britannico, rivide la luce in Cina nel 2008 come MG 3.

## Restyling 2004

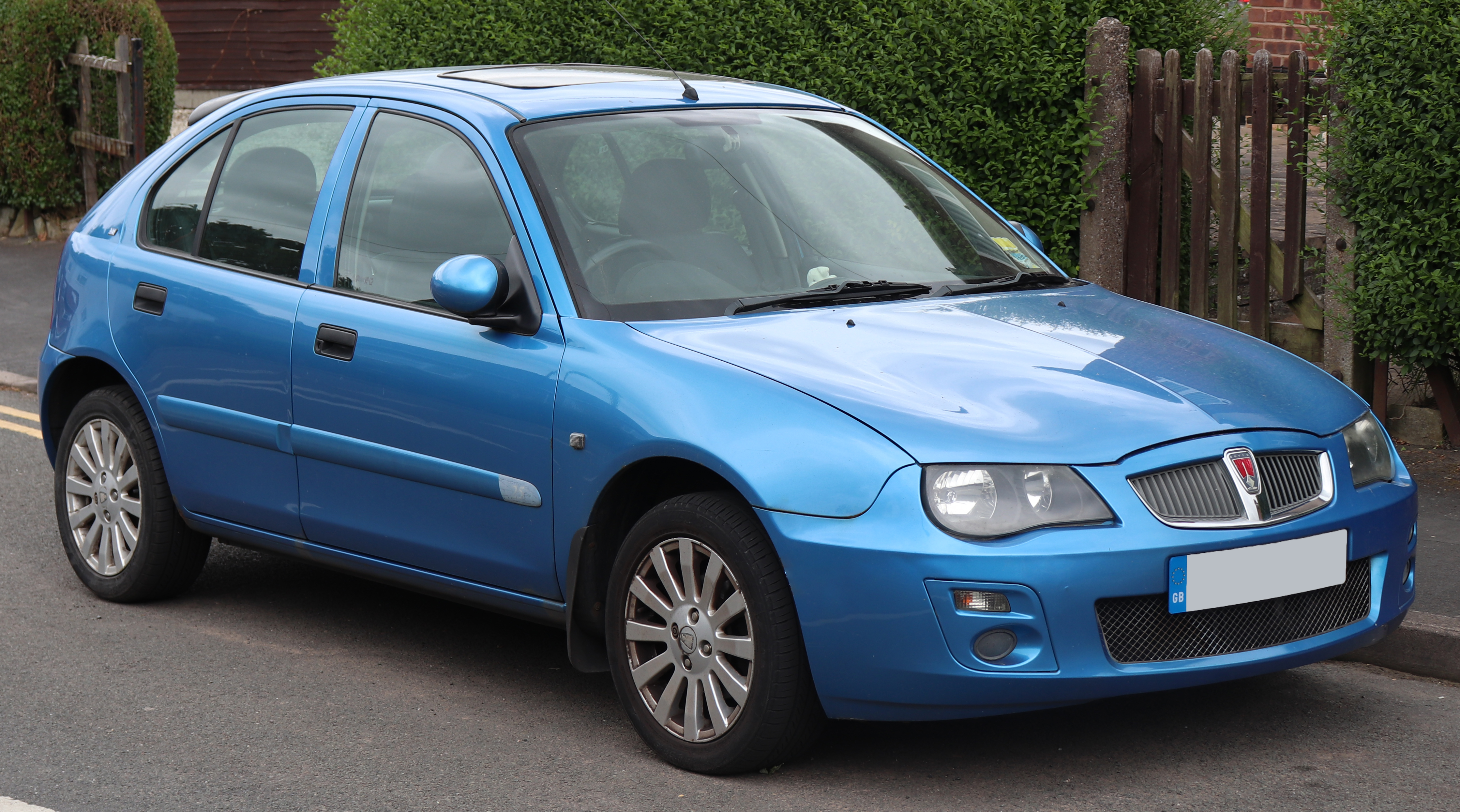
La Rover 25 dopo il facelift del 2004

Nel 2004, un ulteriore restyling cambiò la forma dei proiettori (che tornarono rettangolari), i paraurti (ridisegnati), il portellone posteriore (ridisegnato) e gli interni (completamente nuovi).
I ritocchi interessarono anche le versioni MG.
La Rover 25 non è stata più prodotta dal 2005 a causa del fallimento del Gruppo MG Rover; l'azienda produttrice si è però impegnata a fornire tutti i pezzi di ricambio ufficiali sino al 2015.
La produzione totale è stata di 470 503 Rover 200, 227 934 Rover 25 e 82 088 MG ZR.